# Sevilla Fútbol Club
El Sevilla Fútbol Club, és un club de futbol professional que actualment juga a la primera divisió espanyola. Es troba a la ciutat de Sevilla, capital de la comunitat autònoma d'Andalusia. Està organitzat econòmicament com una Societat Anònima Esportiva. Fou fundat, oficialment, el 14 d'octubre de 1905.
Al llarg de la seva història ha obtingut diversos trofeus, tant nacionals com a internacionals, que l'han acreditat com un dels grans equips d'Europa. A les seves files han militat grans jugadors, com per exemple: Frédéric Kanouté, Andrés Palop, Sergio Ramos, Daniel Alves o Ivan Rakitić.
Com a local, disputa els seus partits a l'estadi Ramón Sánchez Pizjuán, situat al barri de Nervión, amb una capacitat 42.500 espectadors.
Històricament ha mantingut una rivalitat amb l'altre equip de la ciutat, el Real Betis Balompié.

## Història

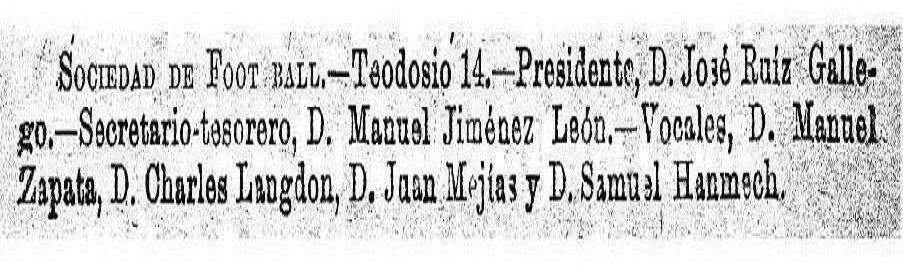
Detall de la Guía Oficial del Comercio y de la Industria de Sevilla y su Provincia, 1905.

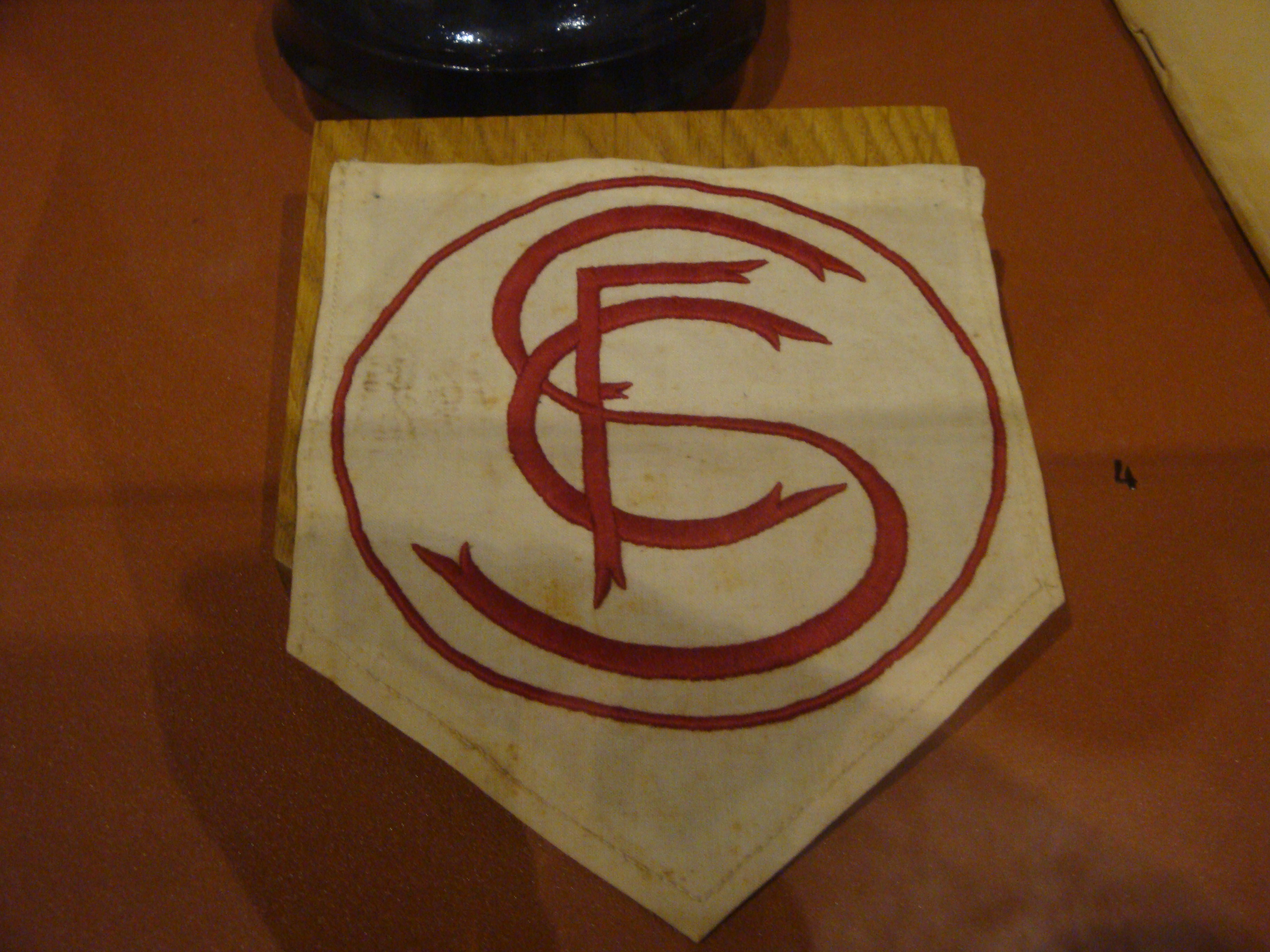
Primer escut del club.

### Els orígens
Els orígens del club es remunten al 25 de gener de 1890, any en què ja podem trobar documents que indiquen que existia un equip de futbol a la ciutat de Sevilla amb el nom de Sevilla Football Club. Durant aquests anys, l'equip disputava partits amistosos, contra equips com el Recreativo de Huelva o el Real Betis Balompié, per tal de començar a crear afició entre la població. Es creu que els primers dirigents de l'entitat foren homes britànics, és més, es diu que el primer president del club va ser Edward Farquharson Johnston. Va exportar el futbol britànic a la capital andalusa. Aquest club rep diverses denominacions a la premsa de l'època, com Club de Football de Sevilla, Club Sevillano o Club Inglés de Sevilla.
L'actual club va ser el 14 d'octubre de 1905 quan el governador de Sevilla, José Contreras Carmona, va aprovar els estatuts del club, sota la direcció de José Luis Gallego.
Durant els primers anys, l'equip canviava de seu amb facilitat. Una d'elles va ser el Camp de la Reina Victoria, estadi on la selecció espanyola de futbol disputaria el seu primer partit a Andalusia.
L'any 1905 el club va disputar el seu primer partit fora d'Andalusia, contra el Reial Madrid. El partit es va dur a terme a la capital espanyola.

### Inici de les competicions nacionals
La temporada 1928/1929 s'inicien les primeres competicions de lliga a nivell estatal, dividint els equips en dos divisions. El Sevilla, juntament amb el Betis, queden al grup de la segona divisió, ja que no havien aconseguit en cap ocasió ni guanyar ni quedar subcampions de la Copa d'Espanya.
El club va disputar el seu primer partit de lliga en un nou estadi, l'estadi de Nervión.
El primer any de competició va ser força satisfactori pel club, ja que va assolir el títol de guanyador de la Segona divisió. No obstant, no va ser suficient per aconseguir l'ascens a primera, perquè va caure eliminat en l'última eliminatòria dels play-off davant del Racing de Santander.
L'any 1934 el club va, per fi, obtenir el seu objectiu, pujar a primera divisió. La temporada següent, tot i estar a punt de tornar cap a segona quedant antepenúltim a la lliga, el club va aixecar el seu primer trofeu a nivell estatal, la Copa del President de la República.

### La primera dècada gloriosa
Un cop acabada la guerra civil espanyola es reprenen les competicions amb un Sevilla més fort que mai. El Sevilla Futbol Club fou el primer equip en guanyar la Copa del Generalíssim, que actualment conserva en propietat.
Durant els anys 1942-1946, el club va obtenir els seus millors resultats de la història en lliga. La temporada 1945/46 va obtenir l'únic títol de Lliga fins avui. Va quedar subcampió la temporada 1942/43. I va assolir el tercer lloc l'any 1943/44.
L'any 1948 el club va obtenir la seva tercera Copa d'Espanya.

### Mor el President
L'any 1956, concretament el 28 d'octubre, es produeix la mort del, reconegut socialment, millor president de l'entitat fins llavors, Ramón Sánchez Pizjuán. Després d'aquest fet es decideix construir un nou estadi en honor del difunt president, el qual portaria el seu nom.
Aquell mateix any el Sevilla es proclama subcampió de lliga i aconsegueix accedir, per primera vegada a la seva història, a la Copa d'Europa.

### Crisi econòmica
En la dècada dels 60, l'entitat pateix una forta crisi econòmica, degut als deutes que provoca la construcció del nou estadi. Per fer front a aquesta situació, el club ha de vendre els seus jugadors més valuosos a rivals directes, com el FC Barcelona, el Reial Madrid o l'Atlètic de Madrid.
Tota aquesta situació acaba portant a l'equip de nou a la segona divisió en la temporada 1967/68, després de 31 temporades consecutives en la màxima divisió.
L'any següent el club retorna a primera després de acabar líder de la segona divisió.
Anys més tard, la temporada 1972/73, el club entra de nou en crisi tornant a caure, un altre cop, a la segona divisió. No és fins dos temporades més tard que l'equip aconsegueix tornar a primera.
A partir d'aquí, el club s'estabilitza en una etapa tranquil·la, però sense guanyar ni un sol títol. Durant aquests 20 anys d'estabilitat (1976-1995) alguns des fets més importants del club foren: la remodelació de l'estadi Ramón Sánchez Pizjuán, a causa del Mundial de Futbol organitzat a Espanya l'any 1982 o la contractació de Diego Armando Maradona, provinent del Nàpols, pel qual el club va pagar 7,5 milions de dòlars.

### Nova crisi
Durant els anys 1995-2001, l'equip pateix una nova crisi, aquest cop esportiva. Després que el club fos amenaçat de descendir a segona divisió B, per motius fiscals, per la Federació Espanyola de Futbol, l'equip va patir una inestabilitat institucional, que va provocar de nou que el club baixés a segona divisió en dos ocasions, la temporada 1996/97 i la temporada 2000/01.

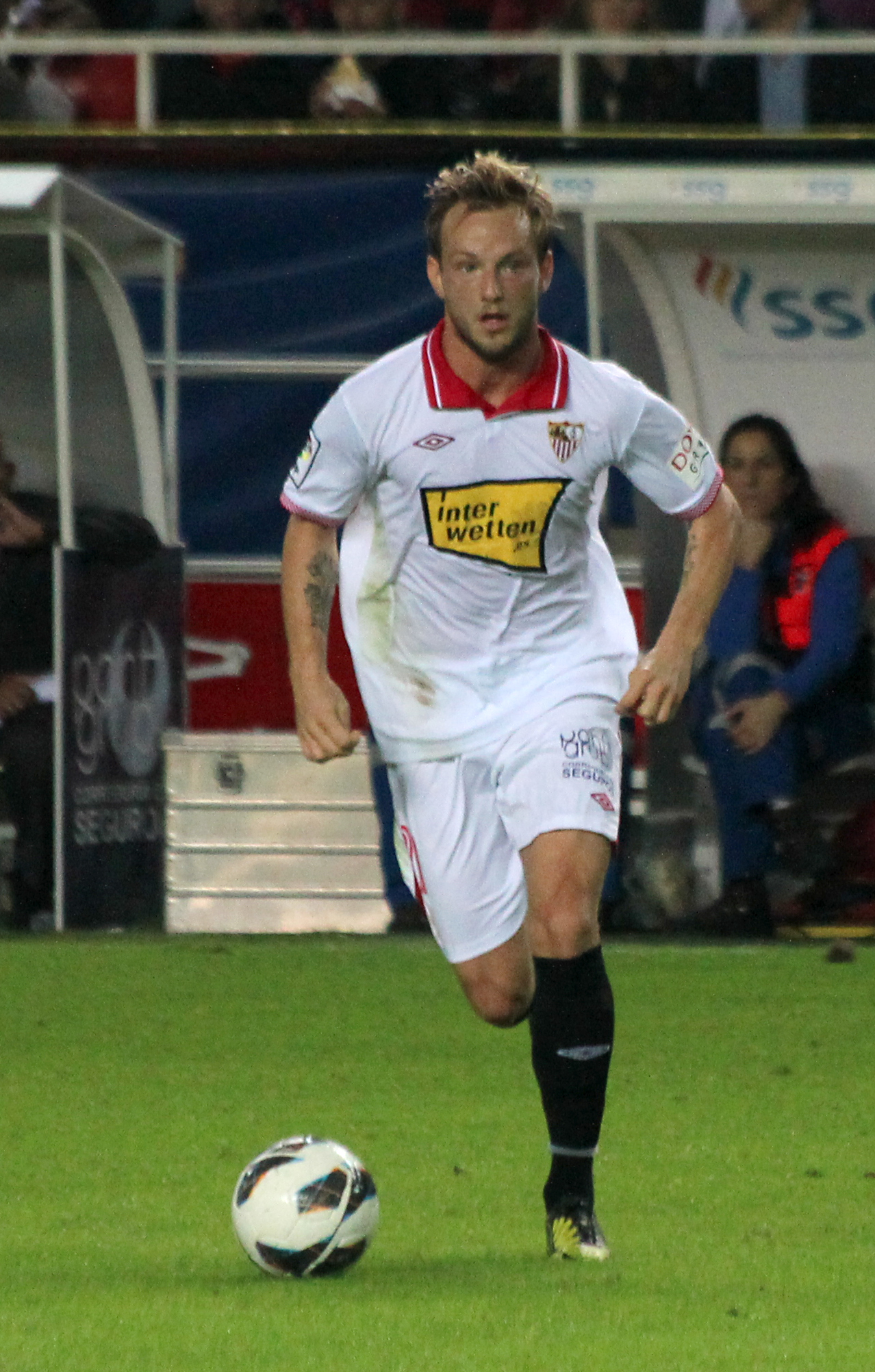
Ivan Rakitic, jugador clau de l'equip que va assolir una Europa League

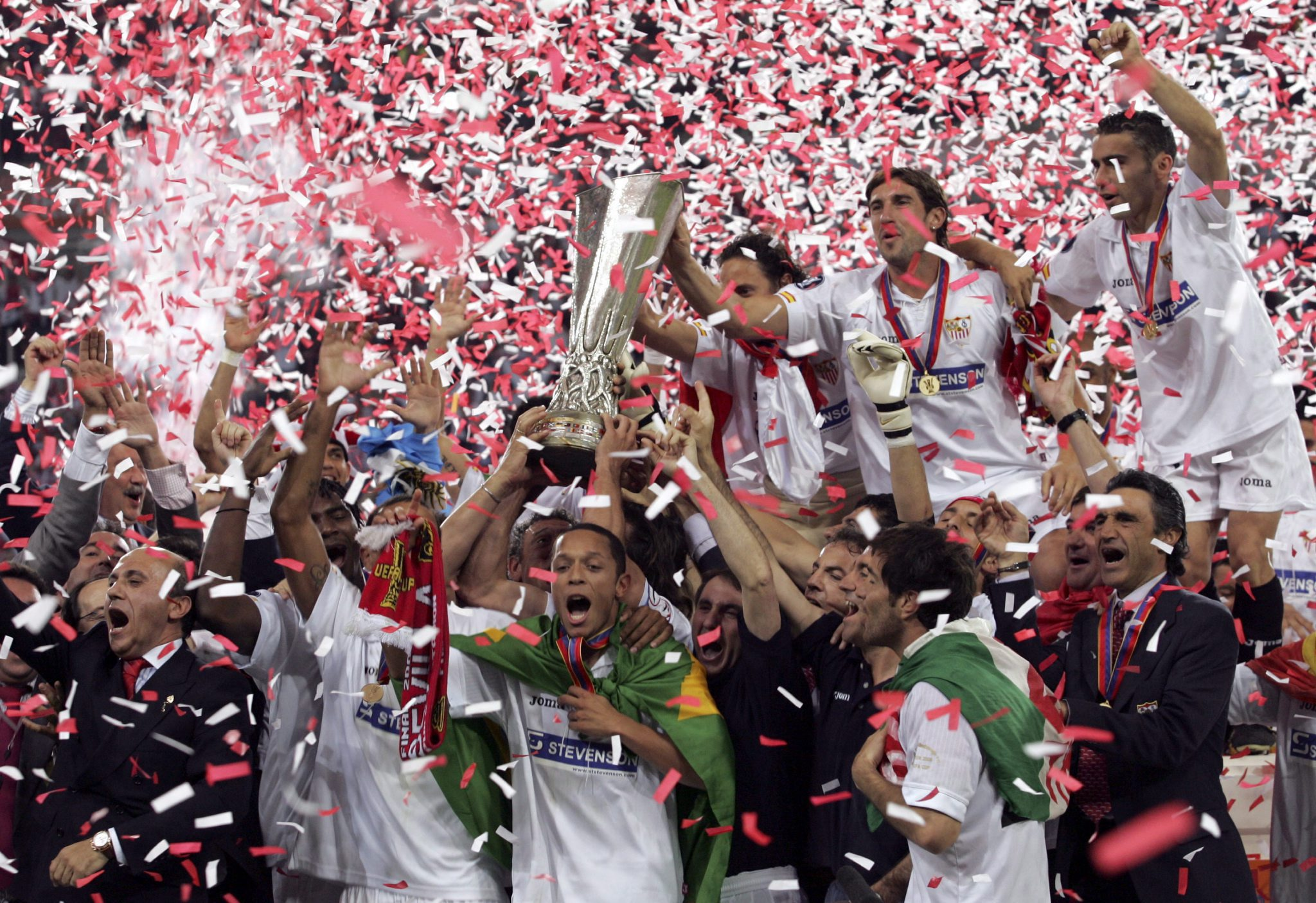
El Sevilla celebrant la Copa de la UEFA de 2006.

### Època gloriosa
En els últims anys l'equip s'ha estabilitzat en l'elit del futbol espanyol i ha assolit diverses vegades la classificació per les competicions europees.
La temporada 2003/04 l'entitat va començar a agafar força amb l'arribada de jugadors com Baptista, Luis Fabiano, Kanouté Jesús Navas o Sergio Ramos. Aquell mateix any va aconseguir la classificació per la Copa de la UEFA, però va caure eliminat en els vuitens de final davant el Parma.
La temporada següent, la 2005/06, l'equip va aixecar per primer cop un trofeu internacional, la Copa de la UEFA, derrotant el Middlesbrough anglès a la final per 4-0.
L'any 2007 fou, probablement, el millor de la història de club. L'equip va arribar a la final de la Copa del Rei on va derrotar el Getafe CF per 1-0, gol de Kanouté. Però la història no acaba aquí, aquella mateixa temporada l'equip va aconseguir proclamar-se campió de la Copa de la UEFA, després de derrotar a la final al R.C.D Espanyol arribant a una tanda de penals molt intensa, amb Palop com a protagonista. Tanmateix, el club es va proclamar campió de la Supercopa d'Espanya, derrotant el Reial Madrid tant en l'anada (1-0) com en la tornada a l'Estadi Santiago Bernabéu (3-5). Quan tot semblava ser perfecte, en la primera jornada de lliga mor, a mig parit, un emblema del club, el jugador i capità Antonio Puerta. L'equip es veu marcat per aquest fet i sembla no estar concentrat en el qual passa al camp. Prova d'això és que perd la final de la Supercopa d'Europa contra l'AC Milan per 3-1.
La campanya 2009/10 el club aconsegueix fer-se de nou amb el títol de campió de la Copa del Rei, guanyant 2-0 a l'Atlètic de Madrid.
Després de tres temporades mediocres, l'equip retornava a l'elit del futbol europeu proclamant-se campió per tercera vegada de la Copa de la UEFA (primera com a Europa League). Com a conseqüència el club perdria alguns dels jugadors destacats d'aquella campanya, com Ivan Rakitic o Federico Fazio.
La temporada següent, la 2014/15, l'equip, que s'havia reforçat amb jugadors com Éver Banega o Krychowiack, repeteix el títol de campió de l'Europa League derrotant a la final el Dnipro ucraïnès.
De nou, la temporada 2015/16, el Sevilla es proclamaria campió, per tercera vegada consecutiva, de la Europa League. Avui dia és l'únic equip que ha aconseguit guanyar el trofeu 5 vegades al llarg de la història i l'únic que n'ha aconseguit 3 de forma consecutiva.

## Escut
La primera versió oficial de l'escut va estar vigent des del 1905 fins al 1922.
L'actual i definitiva es va dissenyar l'any 1922.

Escut de la ciutat de Sevilla, que va inspirar l'escut del club.

Aquest escut consta de tres figures que corresponen a les de l'escut de la ciutat (Sant Isidor, Sant Ferran i Sant Leandre), les sigles de l'equip SFC (Sevilla Fútbol Club) i una bandera inspirada en la qual va portar el rei Ferran III El Sant en la conquesta de Sevilla l'any 1248.

## Himne
L'any 2005, coincidint amb el centenari del club, Javier Labandón (conegut musicalment com “El Arrebato”), va compondre l'Himne del Centenari. Va tenir un èxit impressionant, tant que, entre altres coses, va arribar a estar en el número 1 de vendes en la categoria “singles”, va ser l'himne d'un club de futbol més venut de la història i va passar a ser l'himne oficial del club.

## Palmarès
- Copa de la UEFA (7)
  - 2005-06, 2006-07, 2013-14,[5] 2014-15,[6] 2015-16,[7] 2019-20,[8] 2022-23[9]
- Supercopa d'Europa (1)
  - 2006[10]
- Lliga espanyola (1)
  - 1945-46
- Copa espanyola (5)
  - 1935, 1939, 1948, 2006-07, 2009-10[11]
- Supercopa espanyola (1)
  - 2007[12]
- Campionat Regional Sud: (17): 1916-1917, 1918-1919, 1919-1920, 1920-1921, 1921-1922, 1922-1923, 1923-1924, 1924-1925, 1925-1926, 1926-1927, 1928-1929, 1929-1930, 1930-1931, 1931-1932, 1935-1936, 1938-1939, 1939-1940.

### Trajectòria a les competicions internacionals
- ¹ Fase de grups. Equip eliminat millor posicionat en cas de classificació, equip classificat pitjor posicionat en cas d'eliminació.

| Copa Intercontinental / Mundial de Clubs       | Copa Intercontinental / Mundial de Clubs | Copa Intercontinental / Mundial de Clubs | Copa Intercontinental / Mundial de Clubs | Copa Intercontinental / Mundial de Clubs | Copa Intercontinental / Mundial de Clubs | Copa Intercontinental / Mundial de Clubs | Copa Intercontinental / Mundial de Clubs | Copa Intercontinental / Mundial de Clubs | Copa Intercontinental / Mundial de Clubs | Copa Intercontinental / Mundial de Clubs | Copa Intercontinental / Mundial de Clubs | Copa Intercontinental / Mundial de Clubs | Copa Intercontinental / Mundial de Clubs | Copa Intercontinental / Mundial de Clubs | Copa Intercontinental / Mundial de Clubs | Copa Intercontinental / Mundial de Clubs | Copa Intercontinental / Mundial de Clubs | Copa Intercontinental / Mundial de Clubs | Copa Intercontinental / Mundial de Clubs |
| Edició                                         |                                          |                                          |                                          |                                          |                                          |                                          |                                          |                                          |                                          |                                          |                                          |                                          | Quarts                                   | Semifinals                               | Final / 3r lloc                          |                                          |                                          |                                          |                                          |
| ---------------------------------------------- | ---------------------------------------- | ---------------------------------------- | ---------------------------------------- | ---------------------------------------- | ---------------------------------------- | ---------------------------------------- | ---------------------------------------- | ---------------------------------------- | ---------------------------------------- | ---------------------------------------- | ---------------------------------------- | ---------------------------------------- | ---------------------------------------- | ---------------------------------------- | ---------------------------------------- | ---------------------------------------- | ---------------------------------------- | ---------------------------------------- | ---------------------------------------- |
|                                                |                                          |                                          |                                          |                                          |                                          |                                          |                                          |                                          |                                          |                                          |                                          |                                          |                                          |                                          |                                          |                                          |                                          |                                          |                                          |
| Supercopa d'Europa                             |                                          |                                          |                                          |                                          |                                          |                                          |                                          |                                          |                                          |                                          |                                          |                                          |                                          |                                          |                                          |                                          |                                          |                                          |                                          |
| Edició                                         |                                          |                                          |                                          |                                          |                                          |                                          |                                          |                                          |                                          |                                          |                                          |                                          |                                          |                                          | Final                                    |                                          |                                          |                                          |                                          |
| 2005-06                                        |                                          |                                          |                                          |                                          |                                          |                                          |                                          |                                          |                                          |                                          |                                          |                                          |                                          |                                          | FC Barcelona                             |                                          |                                          |                                          |                                          |
| 2006-07                                        |                                          |                                          |                                          |                                          |                                          |                                          |                                          |                                          |                                          |                                          |                                          |                                          |                                          |                                          | AC Milan                                 |                                          |                                          |                                          |                                          |
| 2013-14                                        |                                          |                                          |                                          |                                          |                                          |                                          |                                          |                                          |                                          |                                          |                                          |                                          |                                          |                                          | Madrid                                   |                                          |                                          |                                          |                                          |
| 2014-15                                        |                                          |                                          |                                          |                                          |                                          |                                          |                                          |                                          |                                          |                                          |                                          |                                          |                                          |                                          | FC Barcelona                             |                                          |                                          |                                          |                                          |
| 2015-16                                        |                                          |                                          |                                          |                                          |                                          |                                          |                                          |                                          |                                          |                                          |                                          |                                          |                                          |                                          | Madrid                                   |                                          |                                          |                                          |                                          |
| 2019-20                                        |                                          |                                          |                                          |                                          |                                          |                                          |                                          |                                          |                                          |                                          |                                          |                                          |                                          |                                          | FC Bayern de Múnic                       |                                          |                                          |                                          |                                          |
| 2022-23                                        |                                          |                                          |                                          |                                          |                                          |                                          |                                          |                                          |                                          |                                          |                                          |                                          |                                          |                                          | Manchester City FC                       |                                          |                                          |                                          |                                          |
| Copa d'Europa / Lliga de Campions              |                                          |                                          |                                          |                                          |                                          |                                          |                                          |                                          |                                          |                                          |                                          |                                          |                                          |                                          |                                          |                                          |                                          |                                          |                                          |
| Edició                                         | Fases prèvies                            | Fases prèvies                            | Fases prèvies                            | Fases prèvies                            | Fases prèvies                            | Fases prèvies                            | Fases prèvies                            | Fases prèvies                            | Fases prèvies                            | Fases prèvies                            | Setzens                                  | Vuitens                                  | Quarts                                   | Semifinals                               | Final                                    |                                          |                                          |                                          |                                          |
| 1957-58                                        |                                          |                                          |                                          |                                          |                                          |                                          |                                          |                                          |                                          |                                          | Benfica                                  | Aarhus                                   | Madrid                                   |                                          |                                          |                                          |                                          |                                          |                                          |
| 2007-08                                        |                                          |                                          |                                          |                                          |                                          |                                          |                                          |                                          |                                          | AEK                                      | Slavia ¹                                 | Fenerbahçe SK                            |                                          |                                          |                                          |                                          |                                          |                                          |                                          |
| 2009-10                                        |                                          |                                          |                                          |                                          |                                          |                                          |                                          |                                          |                                          |                                          | Unirea ¹                                 | CSKA                                     |                                          |                                          |                                          |                                          |                                          |                                          |                                          |
| 2010-11                                        |                                          |                                          |                                          |                                          |                                          |                                          |                                          |                                          |                                          | Braga                                    |                                          |                                          |                                          |                                          |                                          |                                          |                                          |                                          |                                          |
| 2015-16                                        |                                          |                                          |                                          |                                          |                                          |                                          |                                          |                                          |                                          |                                          | Juventus FC ¹                            |                                          |                                          |                                          |                                          |                                          |                                          |                                          |                                          |
| 2016-17                                        |                                          |                                          |                                          |                                          |                                          |                                          |                                          |                                          |                                          |                                          | Olympique de Lió ¹                       | Leicester                                |                                          |                                          |                                          |                                          |                                          |                                          |                                          |
| 2017-18                                        |                                          |                                          |                                          |                                          |                                          |                                          |                                          |                                          |                                          | Istanbul BB                              | Spartak Moscou ¹                         | Manchester United FC                     | FC Bayern de Múnic                       |                                          |                                          |                                          |                                          |                                          |                                          |
| 2020-21                                        |                                          |                                          |                                          |                                          |                                          |                                          |                                          |                                          |                                          |                                          | FK Krasnodar¹                            | Borussia Dortmund                        |                                          |                                          |                                          |                                          |                                          |                                          |                                          |
| 2021-22                                        |                                          |                                          |                                          |                                          |                                          |                                          |                                          |                                          |                                          |                                          | RB Salzburg ¹                            |                                          |                                          |                                          |                                          |                                          |                                          |                                          |                                          |
| 2022-23                                        |                                          |                                          |                                          |                                          |                                          |                                          |                                          |                                          |                                          |                                          | Borussia Dortmund ¹                      |                                          |                                          |                                          |                                          |                                          |                                          |                                          |                                          |
| 2023-24                                        |                                          |                                          |                                          |                                          |                                          |                                          |                                          |                                          |                                          |                                          | PSV Eindhoven ¹                          |                                          |                                          |                                          |                                          |                                          |                                          |                                          |                                          |
| Recopa d'Europa                                |                                          |                                          |                                          |                                          |                                          |                                          |                                          |                                          |                                          |                                          |                                          |                                          |                                          |                                          |                                          |                                          |                                          |                                          |                                          |
| Edició                                         |                                          |                                          |                                          |                                          |                                          |                                          |                                          |                                          |                                          |                                          | Setzens                                  | Vuitens                                  | Quarts                                   | Semifinals                               | Final                                    |                                          |                                          |                                          |                                          |
| 1962-63                                        |                                          |                                          |                                          |                                          |                                          |                                          |                                          |                                          |                                          |                                          | Rangers                                  |                                          |                                          |                                          |                                          |                                          |                                          |                                          |                                          |
| Copa de Fires / Copa de la UEFA / Lliga Europa |                                          |                                          |                                          |                                          |                                          |                                          |                                          |                                          |                                          |                                          |                                          |                                          |                                          |                                          |                                          |                                          |                                          |                                          |                                          |
| Edició                                         | Fases prèvies                            | Fases prèvies                            | Fases prèvies                            | Fases prèvies                            | Fases prèvies                            | Fases prèvies                            | Fases prèvies                            | Fases prèvies                            | Fases prèvies                            | Fases prèvies                            | Setzens                                  | Vuitens                                  | Quarts                                   | Semifinals                               | Final                                    |                                          |                                          |                                          |                                          |
| 1966-67                                        |                                          |                                          |                                          |                                          |                                          |                                          |                                          |                                          |                                          | Arges                                    |                                          |                                          |                                          |                                          |                                          |                                          |                                          |                                          |                                          |
| 1970-71                                        |                                          |                                          |                                          |                                          |                                          |                                          |                                          |                                          |                                          | Eskisehirspor                            |                                          |                                          |                                          |                                          |                                          |                                          |                                          |                                          |                                          |
| 1982-83                                        |                                          |                                          |                                          |                                          |                                          |                                          |                                          |                                          |                                          | Levski                                   | PAOK                                     | Kaiserslautern                           |                                          |                                          |                                          |                                          |                                          |                                          |                                          |
| 1983-84                                        |                                          |                                          |                                          |                                          |                                          |                                          |                                          |                                          |                                          | Sporting                                 |                                          |                                          |                                          |                                          |                                          |                                          |                                          |                                          |                                          |
| 1990-91                                        |                                          |                                          |                                          |                                          |                                          |                                          |                                          |                                          |                                          | PAOK                                     | Torpedo                                  |                                          |                                          |                                          |                                          |                                          |                                          |                                          |                                          |
| 1995-96                                        |                                          |                                          |                                          |                                          |                                          |                                          |                                          |                                          |                                          | Botev                                    | Olympiakos FC                            | FC Barcelona                             |                                          |                                          |                                          |                                          |                                          |                                          |                                          |
| 2004-05                                        |                                          |                                          |                                          |                                          |                                          |                                          |                                          |                                          | Nacional                                 | Zenit ¹                                  | Panathinaikos FC                         | Parma FC                                 |                                          |                                          |                                          |                                          |                                          |                                          |                                          |
| 2005-06                                        |                                          |                                          |                                          |                                          |                                          |                                          |                                          |                                          | Mainz                                    | Besiktas ¹                               | Lokomotiv                                | Lille OSC                                | Zenit                                    | Schalke                                  | Middlesbrough                            |                                          |                                          |                                          |                                          |
| 2006-07                                        |                                          |                                          |                                          |                                          |                                          |                                          |                                          |                                          | APS Atromitos                            | Slovan ¹                                 | Steaua                                   | Shakhtar                                 | Tottenham                                | CA Osasuna                               | RCD Espanyol                             |                                          |                                          |                                          |                                          |
| 2008-09                                        |                                          |                                          |                                          |                                          |                                          |                                          |                                          |                                          | Salzburg                                 | Sampdoria ¹                              |                                          |                                          |                                          |                                          |                                          |                                          |                                          |                                          |                                          |
| 2010-11                                        |                                          |                                          |                                          |                                          |                                          |                                          |                                          |                                          |                                          | Borussia ¹                               | FC Porto                                 |                                          |                                          |                                          |                                          |                                          |                                          |                                          |                                          |
| 2011-12                                        |                                          |                                          |                                          |                                          |                                          |                                          |                                          |                                          | Hannover                                 |                                          |                                          |                                          |                                          |                                          |                                          |                                          |                                          |                                          |                                          |
| 2013-14                                        |                                          |                                          |                                          |                                          |                                          |                                          |                                          | Mladost                                  | Slask                                    | SC Freiburg ¹                            | Maribor                                  | Reial Betis                              | FC Porto                                 | València CF                              | Benfica                                  |                                          |                                          |                                          |                                          |
| 2014-15                                        |                                          |                                          |                                          |                                          |                                          |                                          |                                          |                                          |                                          | NK Rijeka ¹                              | M'gladbach                               | Vila-real CF                             | Zenit                                    | Fiorentina                               | Dnipro                                   |                                          |                                          |                                          |                                          |
| 2015-16                                        |                                          |                                          |                                          |                                          |                                          |                                          |                                          |                                          |                                          |                                          | Molde                                    | FC Basel                                 | Athletic Club                            | Shakhtar                                 | Liverpool FC                             |                                          |                                          |                                          |                                          |
| 2018-19                                        |                                          |                                          |                                          |                                          |                                          |                                          | Újpest                                   | Žalgiris Vilnius                         | Sigma Olomouc                            | Standard de Lieja ¹                      | SS Lazio                                 | Slavia Praga                             |                                          |                                          |                                          |                                          |                                          |                                          |                                          |
| 2019-20                                        |                                          |                                          |                                          |                                          |                                          |                                          |                                          |                                          |                                          | FK Karabakh ¹                            | CFR Cluj                                 | AS Roma                                  | Wolverhampton                            | Manchester United FC                     | Internazionale Milà                      |                                          |                                          |                                          |                                          |
| 2021-22                                        |                                          |                                          |                                          |                                          |                                          |                                          |                                          |                                          |                                          |                                          | GNK Dinamo Zagreb                        | West Ham United                          |                                          |                                          |                                          |                                          |                                          |                                          |                                          |
| 2022-23                                        |                                          |                                          |                                          |                                          |                                          |                                          |                                          |                                          |                                          |                                          | PSV Eindhoven                            | Fenerbahçe SK                            | Manchester United FC                     | Juventus FC                              | AS Roma                                  |                                          |                                          |                                          |                                          |
| Copa Intertoto                                 |                                          |                                          |                                          |                                          |                                          |                                          |                                          |                                          |                                          |                                          |                                          |                                          |                                          |                                          |                                          |                                          |                                          |                                          |                                          |
| Edició                                         |                                          |                                          |                                          |                                          |                                          |                                          |                                          |                                          |                                          |                                          | Setzens                                  | Vuitens                                  | Quarts                                   | Semifinals                               | Finals                                   |                                          |                                          |                                          |                                          |
|                                                |                                          |                                          |                                          |                                          |                                          |                                          |                                          |                                          |                                          |                                          |                                          |                                          |                                          |                                          |                                          |                                          |                                          |                                          |                                          |

## Estadi

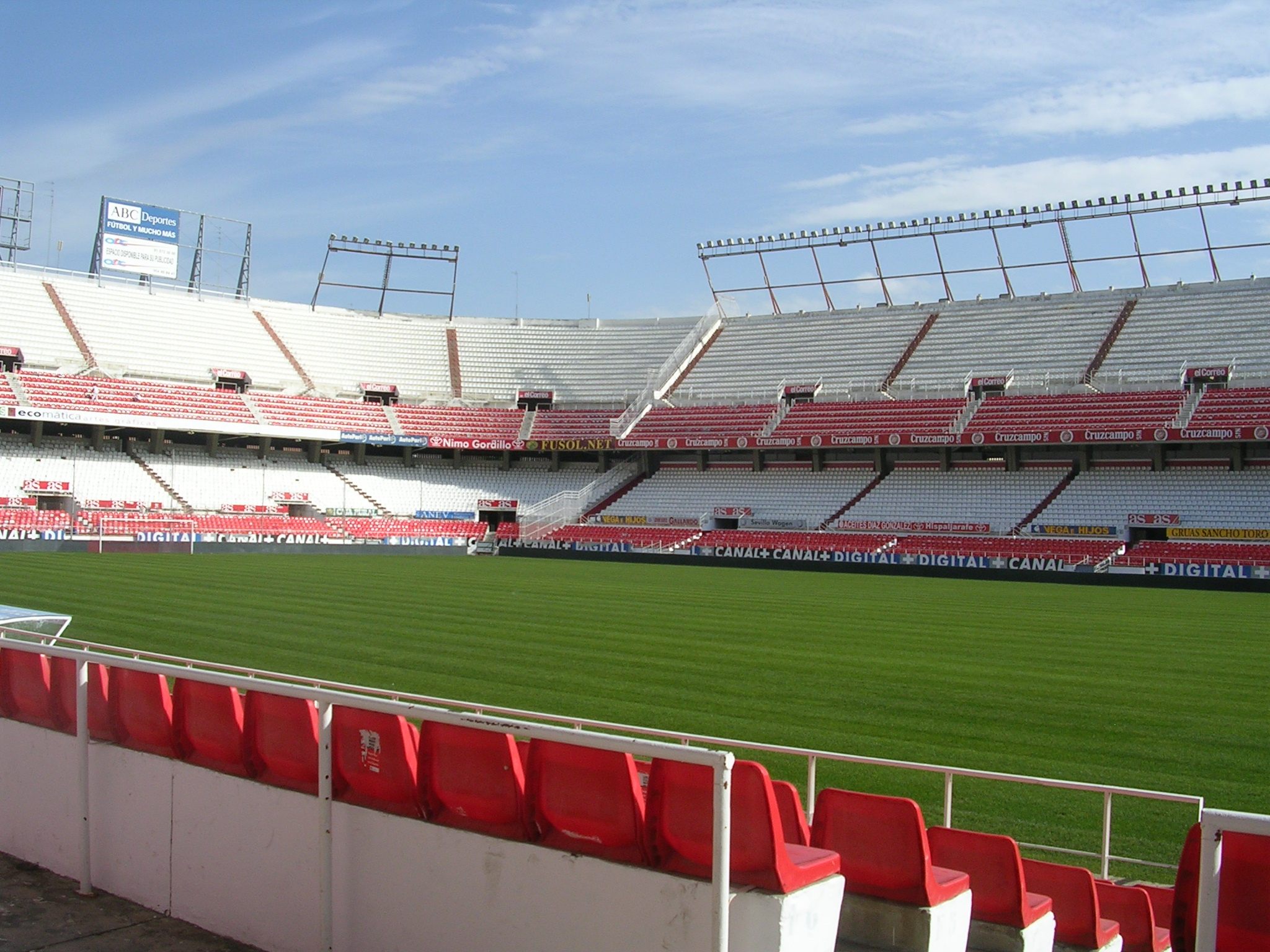
Estadi Ramón Sánchez Pizjuán.

Durant la seva història el Sevilla FC ha jugat als següents terrenys de joc:
- Campo de la Trinidad: 1900, situat a l'actual avenida de Miraflores.
- Campo del Prado de San Sebastián: 1905, situat al costat del Parque de María Luisa.
- Campo del Mercantil: 1 de gener de 1913, situat al Prado de San Sebastian.
- Campo de la Reina Victoria: 21 d'octubre de 1918, situat a l'actual Avenida de la Palmeras.
- Estadio de Nervión: 7 d'octubre de 1928, situat on actualment està l'actual estadi, fou un camp emblemàtic on el club guanyà importants títols, tres Copes (1935, 1939 i 1948) i la lliga de la temporada 1945-46.
- Estadi Ramón Sánchez Pizjuán: 7 de setembre de 1958, amb capacitat per a 45.500 espectadors i que porta el nom del president del club que en fou principal promotor.

## Estadístiques
- Temporades a 1a: 62.
- Temporades a 2a: 13.
- Partits jugats a 1a:  1990.
- Victòries a 1a:  789.
- Empats a 1a:  445.
- Derrotes a 1a:  756.
- Millor posició a la lliga: 1r
- Pitjor posició a la lliga: 20è
- Posició històrica: 8è
- Major victòria com a local a la Lliga

| Sevilla FC | 11–1 | FC Barcelona |
| ---------- | ---- | ------------ |
|            |      |              |

 Estadi de Nervión, (Sevilla)        
- Major victòria com a visitant a la Lliga

| Cadis CF | 0–4 | Sevilla FC |
| -------- | --- | ---------- |
|          |     |            |

 Estadi Ramón de Carranza, (Cadis)        
- Major derrota com a local a la Lliga

| Sevilla FC | 0–5 | Reial Madrid CF |
| ---------- | --- | --------------- |
|            |     |                 |

 Estadi Ramón Sánchez Pizjuán, (Sevilla)        
- Major derrota com a visitant a la Lliga

| Reial Madrid CF | 8–0 | Sevilla FC |
| --------------- | --- | ---------- |
|                 |     |            |

 Estadi Santiago Bernabéu, (Madrid)        

## Plantilla 2025-26
A 1 agost 2025 
| N. | Pos. | Nac. | Jugador                 |
| -- | ---- | --- | ----------------------- |
| 2  | DEF  | [[Fitxer:Flag of Spain.svg\|23x15px\|border \|alt=Espanya\|link=Selecció de futbol d'Espanya\|{{#if:\|]]            | José Ángel Carmona      |
| 3  | DEF  | [[Fitxer:Flag of Catalonia.svg\|23x15px\|border \|alt=Catalunya\|link=Selecció de futbol de Catalunya\|{{#if:\|]]   | Adrià Pedrosa           |
| 4  | DEF  | [[Fitxer:Flag of Spain.svg\|23x15px\|border \|alt=Espanya\|link=Selecció de futbol d'Espanya\|{{#if:\|]]            | Kike Salas              |
| 6  | MIG  | [[Fitxer:Flag of Serbia.svg\|23x15px\|border \|alt=Sèrbia\|link=Selecció de futbol de Sèrbia\|{{#if:\|]]            | Nemanja Gudelj (capità) |
| 7  | DAV  | [[Fitxer:Flag of Spain.svg\|23x15px\|border \|alt=Espanya\|link=Selecció de futbol d'Espanya\|{{#if:\|]]            | Isaac Romero            |
| 10 | DAV  | [[Fitxer:Flag of Belgium (civil).svg\|23x15px\|border \|alt=Bèlgica\|link=Selecció de futbol de Bèlgica\|{{#if:\|]] | Dodi Lukébakio          |
| 11 | MIG  | [[Fitxer:Flag of Switzerland.svg\|23x16px\|border \|alt=Suïssa\|link=Selecció de futbol de Suïssa\|{{#if:\|]]       | Rubén Vargas            |
| 12 | DEF  | [[Fitxer:Flag of Chile.svg\|23x15px\|border \|alt=Xile\|link=Selecció de futbol de Xile\|{{#if:\|]]                 | Gabriel Suazo           |
| 13 | POR  | [[Fitxer:Flag of Norway.svg\|23x15px\|border \|alt=Noruega\|link=Selecció de futbol de Noruega\|{{#if:\|]]          | Ørjan Nyland            |
| 14 | MIG  | [[Fitxer:Flag of Catalonia.svg\|23x15px\|border \|alt=Catalunya\|link=Selecció de futbol de Catalunya\|{{#if:\|]]   | Peque Fernández         |
| 15 | DAV  | [[Fitxer:Flag of Nigeria.svg\|23x15px\|border \|alt=Nigèria\|link=Selecció de futbol de Nigèria\|{{#if:\|]]         | Akor Adams              |

| N. | Pos. | Nac. | Jugador               |
| -- | ---- | --- | --------------------- |
| 16 | MIG  | [[Fitxer:Flag of Spain.svg\|23x15px\|border \|alt=Espanya\|link=Selecció de futbol d'Espanya\|{{#if:\|]]                        | Juanlu Sánchez        |
| 17 | MIG  | [[Fitxer:Flag of Spain.svg\|23x15px\|border \|alt=Espanya\|link=Selecció de futbol d'Espanya\|{{#if:\|]]                        | Alfon González        |
| 18 | MIG  | [[Fitxer:Flag of France (1794–1815, 1830–1974).svg\|23x15px\|border \|alt=França\|link=Selecció de futbol de França\|{{#if:\|]] | Lucien Agoumé         |
| 19 | DAV  | [[Fitxer:Flag of Nigeria.svg\|23x15px\|border \|alt=Nigèria\|link=Selecció de futbol de Nigèria\|{{#if:\|]]                     | Kelechi Iheanacho     |
| 20 | MIG  | [[Fitxer:Flag of Switzerland.svg\|23x16px\|border \|alt=Suïssa\|link=Selecció de futbol de Suïssa\|{{#if:\|]]                   | Djibril Sow           |
| 21 | DAV  | [[Fitxer:Flag of Nigeria.svg\|23x15px\|border \|alt=Nigèria\|link=Selecció de futbol de Nigèria\|{{#if:\|]]                     | Chidera Ejuke         |
| 22 | DEF  | [[Fitxer:Flag of France (1794–1815, 1830–1974).svg\|23x15px\|border \|alt=França\|link=Selecció de futbol de França\|{{#if:\|]] | Loïc Badé (3r capità) |
| 23 | DEF  | [[Fitxer:Flag of Brazil.svg\|23x15px\|border \|alt=Brasil\|link=Selecció de futbol del Brasil\|{{#if:\|]]                       | Marcão (2n capità)    |
| 24 | DEF  | [[Fitxer:Flag of France (1794–1815, 1830–1974).svg\|23x15px\|border \|alt=França\|link=Selecció de futbol de França\|{{#if:\|]] | Tanguy Nianzou        |
| 27 | MIG  | [[Fitxer:Flag of Belgium (civil).svg\|23x15px\|border \|alt=Bèlgica\|link=Selecció de futbol de Bèlgica\|{{#if:\|]]             | Stanis Idumbo         |
| 31 | POR  | [[Fitxer:Flag of Spain.svg\|23x15px\|border \|alt=Espanya\|link=Selecció de futbol d'Espanya\|{{#if:\|]]                        | Alberto Flores        |

Els equips de la lliga espanyola estan limitats a tenir en la plantilla un màxim de tres jugadors sense passaport de la Unió Europea. La llista inclou només la principal nacionalitat de cada jugador, o aquella que correspongui a la selecció amb la qual juga internacionalment; alguns jugadors no europeus tenen doble nacionalitat d'algun país de la UE:

## Traspassos històrics
Fitxatges més cars de la història del club.
| Jugador         | Procedència       | Euros      | Temp. |
| --------------- | ----------------- | ---------- | ----- |
| Luis Muriel     | UC Sampdoria      | 21.500.000 | 17/18 |
| Franco Vázquez  | US Palermo        | 16.800.000 | 16/17 |
| Joris Gnagnon   | Stade Rennais FC  | 15.000.000 | 18/19 |
| Álvaro Negredo  | Reial Madrid      | 15.000.000 | 09/10 |
| Ibrahim Amadou  | LOSC Lille        | 15.000.000 | 18/19 |
| Joaquín Correa  | UC Sampdoria      | 13.000.000 | 16/17 |
| Simon Kjær      | Fenerbahçe SK     | 12.500.000 | 17/18 |
| Arouna Koné     | PSV Eindhoven     | 12.000.000 | 07/08 |
| Guilherme Arana | Corinthians       | 11.000.000 | 18/19 |
| Ciro Immobile   | Borussia Dortmund | 11.000.000 | 15/16 |

Vendes més cares de la història del club.
| Jugador             | Destí               | Euros      | Temp. |
| ------------------- | ------------------- | ---------- | ----- |
| Vitolo              | Atlètic de Madrid   | 36.000.000 | 17/18 |
| Clément Lenglet     | FC Barcelona        | 35.900.000 | 18/19 |
| Daniel Alves        | FC Barcelona        | 35.500.000 | 08/09 |
| Carlos Bacca        | AC Milan            | 30.000.000 | 15/16 |
| Kévin Gameiro       | Atlètic de Madrid   | 30.000.000 | 16/17 |
| Grzegorz Krychowiak | París Saint-Germain | 27.500.000 | 16/17 |
| Sergio Ramos        | Reial Madrid        | 27.000.000 | 05/06 |
| Álvaro Negredo      | Manchester City FC  | 25.000.000 | 13/14 |
| José Antonio Reyes  | Arsenal FC          | 20.000.000 | 03/04 |
| Júlio Baptista      | Reial Madrid        | 20.000.000 | 05/06 |
| Geoffrey Kondogbia  | AS Mónaco FC        | 20.000.000 | 13/14 |
| Jesús Navas         | Manchester City FC  | 20.000.000 | 13/14 |

## Planter

### Sevilla Atlètic
El club disposa d'un equip filial que, actualment, juga a Segona Divisió. L'equip va aconseguir l'ascens la temporada 2015/16 superant en l'últim eliminatòria dels play-offs al Club Lleida Esportiu, al qual va derrotar en la tanda de penals gràcies a un gol del porter José Antonio Caro.
La plantilla està formada per jugadors joves que aspiren, algun dia, arribar a jugar al primer equip. Antonio Puerta, José Antonio Reyes, Sergio Ramos o Jesús Navas han estat alguns dels grans jugadors que han passat per les files del filial abans de fer el salt al primer equip.

### Categories inferiors
Apart de l'equip filial el Sevilla Futbol Club disposa d'equips en totes les categories del futbol base. Des del Juvenil A, que juga a la Divisió d'Honor Juvenil, fins al Benjamins que disputen els seus partits en lligues d'àmbit local.